# Пражский манифест (эсперанто)
Пражский манифест — декларация движения за международный язык эсперанто, представленная на LXXXI Всемирном конгрессе эсперантистов в Праге в июле 1996 года.

## Введение
В начале Пражского манифеста подписавшиеся его:
- обращаются ко всем правительствам, международным организациям, всем людям доброй воли;
- заявляют о своей решимости и дальше действовать в соответствии с изложенными ниже целями;
- предлагают каждой организации и каждому человеку присоединиться к своей деятельности.

Далее они указывают на не потерявшуюся за более чем столетие существования языка актуальность и значение эсперанто для современного общества.

## Содержание манифеста
Манифест содержит семь принципов движения эсперантистов, которые считаются «основополагающими для справедливого и эффективного устройства международного языкового общения». Они способствуют решению современных языковых проблем, обращая особое внимание на языковую демократию и сохранения языкового разнообразия.
.